# Brookridge
Brookridge és una concentració de població designada pel cens dels Estats Units a l'estat de Florida. Segons el cens del 2000 tenia 3.279 habitants.

## Demografia
Segons el cens del 2000, Brookridge tenia 3.279 habitants, 1.823 habitatges, i 1.168 famílies. La densitat de població era de 623,7 habitants per km².
Dels 1.823 habitatges en un 2,5% hi vivien nens de menys de 18 anys, en un 59% hi vivien parelles casades, en un 4% dones solteres, i en un 35,9% no eren unitats familiars. En el 33,5% dels habitatges hi vivien persones soles el 29% de les quals corresponia a persones de 65 anys o més que vivien soles. El nombre mitjà de persones vivint en cada habitatge era d'1,76 i el nombre mitjà de persones que vivien en cada família era de 2,14.
Per edats la població es repartia de la següent manera: un 2,9% tenia menys de 18 anys, un 1,3% entre 18 i 24, un 5,4% entre 25 i 44, un 19% de 45 a 60 i un 71,4% 65 anys o més.
L'edat mediana era de 72 anys. Per cada 100 dones de 18 o més anys hi havia 81,4 homes.
La renda mediana per habitatge era de 24.774 $ i la renda mediana per família de 30.139 $. Els homes tenien una renda mediana de 19.519 $ mentre que les dones 15.194 $. La renda per capita de la població era de 18.122 $. Entorn del 4,2% de les famílies i el 5,7% de la població estaven per davall del llindar de pobresa.

## Poblacions més properes
El següent diagrama mostra les poblacions més properes.